# Sveti Lovreč
Sveti Lovreč (Italiaans: San Lorenzo del Pasenatico; Venetiaans: San Lorentso del Paxenatego) is een gemeente in de Kroatische provincie Istrië.
Sveti Lovreč telt 1408 inwoners (2001). De oppervlakte bedraagt 54 km², de bevolkingsdichtheid is 26,1 inwoners per km².

## Plaatsen in de gemeente
Čehići, Frnjolići, Heraki, Ivići, Jakići I, Jurcani, Kapovići, Knapići, Kršuli, Krunčići, Lakovići, Lovreča, Medaki, Medvidići, Orbani, Pajari, Perini, Radići, Rajki, Selina, Stranići kod Svetog Lovreča, Sveti Lovreč, Vošteni en Zgrabljići.
Steden (gradovi): Pazin · Buje · Buzet · Labin · Novigrad · Poreč · Pula · Rovinj · Umag · Vodnjan

Gemeenten (općine): Bale · Barban · Brtonigla · Cerovlje · Fažana · Funtana · Gračišće · Grožnjan · Kanfanar · Karojba · Kaštelir-Labinci · Kršan · Lanišće · Ližnjan · Lupoglav · Marčana · Medulin · Motovun · Oprtalj · Pićan · Raša · Sveti Lovreč · Sveta Nedelja · Sveti Petar u Šumi · Svetvinčenat · Tar-Vabriga · Tinjan · Višnjan · Vižinada · Vrsar · Žminj